# Villaescusa (kommun i Kantabrien)
Villaescusa är en kommun i Spanien. Den ligger i den autonoma regionen Kantabrien i norra delen av landet, 300 km norr om huvudstaden Madrid. Antalet invånare är 3 953 (2024).